# Giovanni Scher
Giovanni Scher   (Koper, 21 d'octubre de 1915 - valor desconegut, 1992) va ser un remer italià que va competir durant la dècada de 1930.
El 1932 va prendre part en els Jocs Olímpics de Los Angeles, on guanyà la medalla de plata en la competició del quatre amb timoner del programa de rem. N'era el timoner i formà equip amb Bruno Vattovaz, Giovanni Plazzer, Riccardo Divora i Bruno Parovel.